# Măgurele, Mehedinți
Măgurele este un sat în comuna Punghina din județul Mehedinți, Oltenia, România. Se află în partea de sud a județului,  în Câmpia Blahniței.